# Johann Heinrich Bardorf
Johann Heinrich Bardorf (* 13. Juli 1796 in Schmerbach; † 11. September 1860 in Oberrad; auch Johann Heinrich Bardorff) war ein deutscher Lehrer und Politiker.
Bardorf war seit 1817 Schullehrer in Oberrad, damals einer der Landgemeinden der Freien Stadt Frankfurt. 1839 bis 1841, 1844, 1846 und 1848 gehörte er dem Gesetzgebenden Körper an. Im Rahmen der Revolution von 1848/1849 in der Freien Stadt Frankfurt wurde er als Abgeordneter in das Vorparlament gewählt. Er war dort einer der zwölf Abgeordneten der Freien Stadt Frankfurt und der einzige Vertreter der Landgemeinden.